# NGC 1638
NGC 1638 (również PGC 15824 lub UGC 3133) – galaktyka soczewkowata (SB0), znajdująca się w gwiazdozbiorze Erydanu. Odkrył ją William Herschel 1 lutego 1786 roku.